# Talorcan
Talorcan (o Talorgan) mac Enfret (muerto en 657) fue rey de los pictos entre 653 y 657. Era hijo de Eanfrido de Bernicia, quién había huido al exilio entre los pictos después de que su padre, Etelfrido, fuera asesinado alrededor del año 616. Eanfrido contrajo matrimonio con una princesa picta, que fue la madre de Talorcan.
Talorcan llegó al reinado en 653, a la muerte de Talorc III. El año siguiente derrotó y mató a Dúnchad mac Conaing, rey de Dalriada, en una batalla en Strath Ethairt. Se ha sugerido que esta batalla pudiera haber sido parte de la «campaña inaugural» contra vecinos hostiles que tradicionalmente marcaba el comienzo del reinado de un rey. Talorcan era sobrino del poderoso Oswiu de Northumbria, del que Beda indica que "en su mayoría subyugó e hizo tributarios a los pictos", siendo pues probable que Talorcan estuviera sometido a la autoridad de Oswiu.